# Bodečnjak veliki
Bodečnjak veliki (lat. Helicolenus dactylopterus dactylopterus) riba je iz porodice bodeljki - Scorpaenidae, jedina u našem moru koja pripada rodu Helicolenus. Sinonimi su joj Helicolenus dactylopterus, Helicolenus imperialis, Helicolenus maculatus, Helicolenus maderensis, Helicolenus thelmae, Scorpaena dactyloptera, Sebastes dactyloptera, Sebastes dactylopterus, Sebastes imperialis, Sebastes maculatus.
Kod nas se još naziva i jauk ili bodenjak veliki. Ovo je česta riba u dubinama južnog Jadrana, kao i na srednjem Jadranu. Živi većinom na dubokim brakovima, gdje je vrstan grabežljivac koji se hrani sitnijom ribom i rakovima. Izgleda kao mješanac kanjca i škarpine, s ponašanjem kirnje. Ružičasto crvene je boje s prugama i mrljama smeđih nijansi. Oči su joj izražene, a ima otrovne bodlje na početcima leđne peraje i na škržnim poklipvima. Ubod je jako bolan i ne zacjeljuje jednostavno. Ova vrsta ribe živi dugo, i do 40 godina (po drugim izvorima 43). U Jadranu naraste do 0,5 kg, a najveći svjetski primjerak je imao 47.0 cm i 1,55 kg. Živi na dubinama 50 – 1100 m. Jestiva je i cijenjena u prehrani.
Ova vrsta živi na istočnom dijelu Atlantika,od Islanda i Norveške do Gvinejskog zaljeva, oko otoka u Atlantiku (Madeira, Azori i Kanari),na zapadnom dijelu Atlantika od Nove Škotske do Venezuele,  na Mediteranu i na Južnom dijelu Atlantika (Zaljev Walvis, Namibija do Natala, JAR).

## Vanjske poveznice
|  | Zajednički poslužitelj ima još gradiva o temi Bodečnjak veliki |
|  | Wikivrste imaju podatke o taksonu Bodečnjak veliki             |